# SŽD-Baureihe КЧ-4
Die Lokomotiven der Baureihe Кч4 (deutsche Transkription KTSch4) der Sowjetischen Eisenbahnen (SŽD) waren schmalspurige Dampflokomotiven, die nach dem Mustertyp SŽD-Baureihe П24 aus der Lokomotivfabrik Kolomna in verschiedenen Ländern Europas mit unterschiedlichen Bezeichnungen hergestellt wurden. Diese Maschine stammte aus der Zeit von 1949–1952 von der Lokomotivfabrik Škoda in Plzeň.

## Historie
Die schmalspurigen Dampfloks Кч4 wurden von 1949 bis 1952 in der Tschechoslowakei, im Werk Škoda Plzeň gefertigt. Es waren Lokomotiven, die analog den Lokomotiven des Projektes П24, ausgearbeitet von der Lokomotivfabrik Kolomna, unter der Škoda – Werksbezeichnung 64 lo in 420 Exemplaren erschienen. Analoge Maschinen entstanden auch unter der Bezeichnung КП-4 in Polen, als Reihe KB4 in Ungarn, als Reihe ПТ-4 in Finnland und als Reihe Bп von den Wotkinski Werken. Bei der Кч4 wurden gegenüber der П24 eine ganze Reihe von Änderungen und technischen Verbesserungen durchgeführt. Die hergestellten Dampflokomotiven erhielten die Bezeichnung Кч4.001 bis Кч4.420. 1952 wurden noch vier Dampflokomotiven gebaut, die noch einmal die Nummern Кч4.197 bis Кч4.200 erhielten. Infolge der Nachkriegswirren blieben diese vier Maschinen in der Tschechoslowakei zurück.
Der Tender der Lokomotive war eine einfache dreiachsige Konstruktion und wurde von dem Maschinenbauwerk Klement Gottwald in Brno hergestellt. Viele Lokomotiven der Reihe Кч4 blieben bis in unsere heutigen Tage erhalten. Als Denkmale blieben erhalten:
- Кч4.100 in Tallinn,
- Кч4.101 in Rostow am Don,
- Кч4.110 in Тюри , Estland,
- Кч4.235 in Kusnezk,
- Кч4.276 in Charowsk,
- Кч4.286 in Wyksa und
- Кч4.286 in Jekaterinburg.

In Museen sind erhalten:
- Кч4.107 in Anykščiai und die
- Кч4.228 im Eisenbahnmuseum von Taschkent.

Betriebsfähig ist die Кч4.332. Diese blieb nach ihrer Ausmusterung im Museum Lavassaare, Estland, erhalten. 2003 wurde sie an die Schmalspurbahn Gulbene – Alūksne in Lettland verliehen. Dort wurde sie aufgearbeitet, erhielt den Spitznamen Marisa und fuhr dort touristische Züge und Züge. Im Herbst 2009 wurde die Lokomotive auf die Linie Panevėžys – Anykščiai in Litauen umgesetzt, von wo sie 2010 an das Museum Lavassaare zurückgegeben wurde.
Mit der Кч4.332 wurde der Tender der ПТ-4.114 verbunden. Der Original-Tender mit der Werksnummer 27538 befand sich bis 2013 mit der КП-4.447 als Denkmal in Bologoje. Nach der fahrfähigem Aufarbeitung dieser Lokomotive verblieb der Tender bei der polnischen Schmalspurlok.

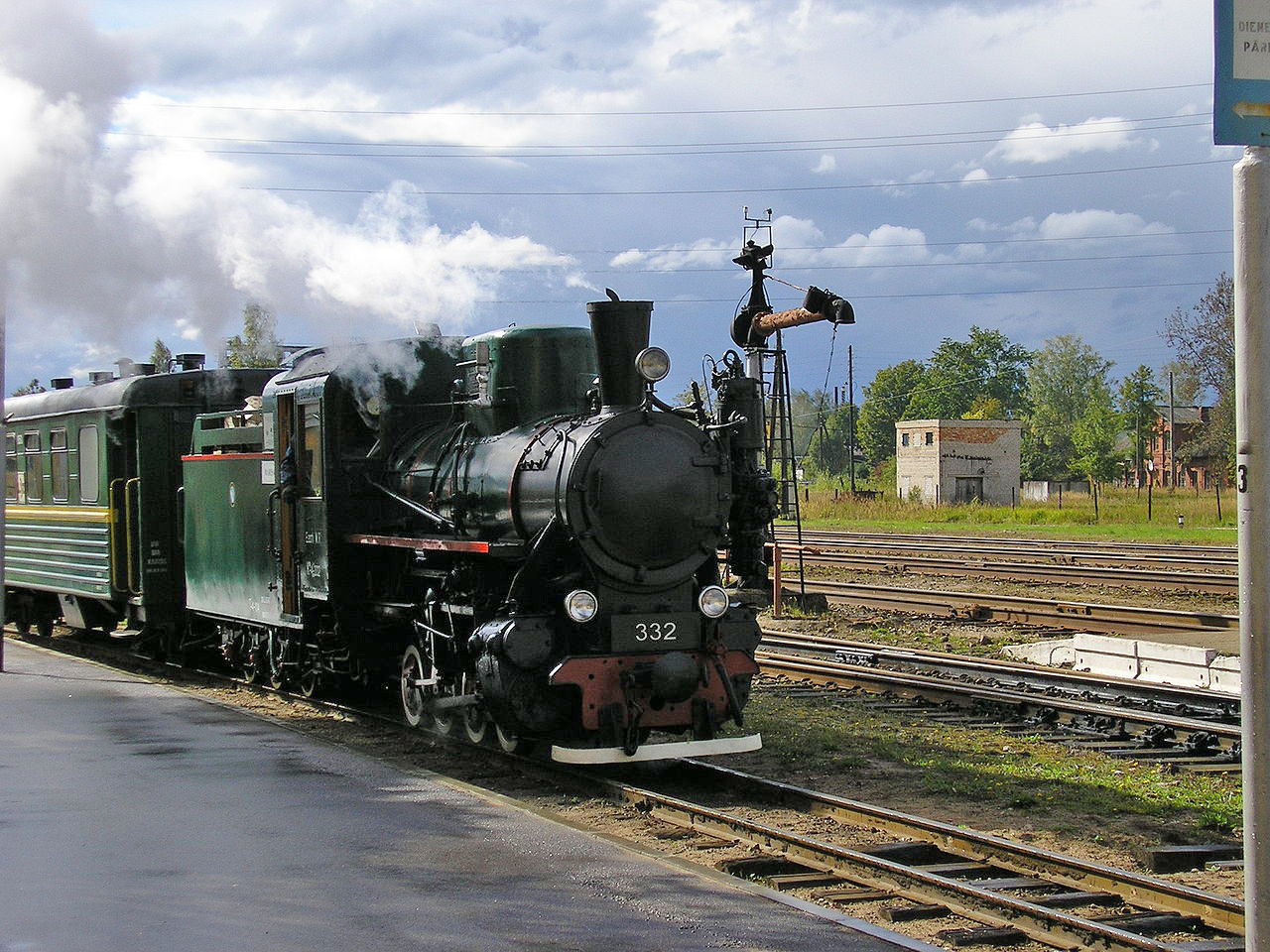
Foto von der Кч4 332 in Lavassaare
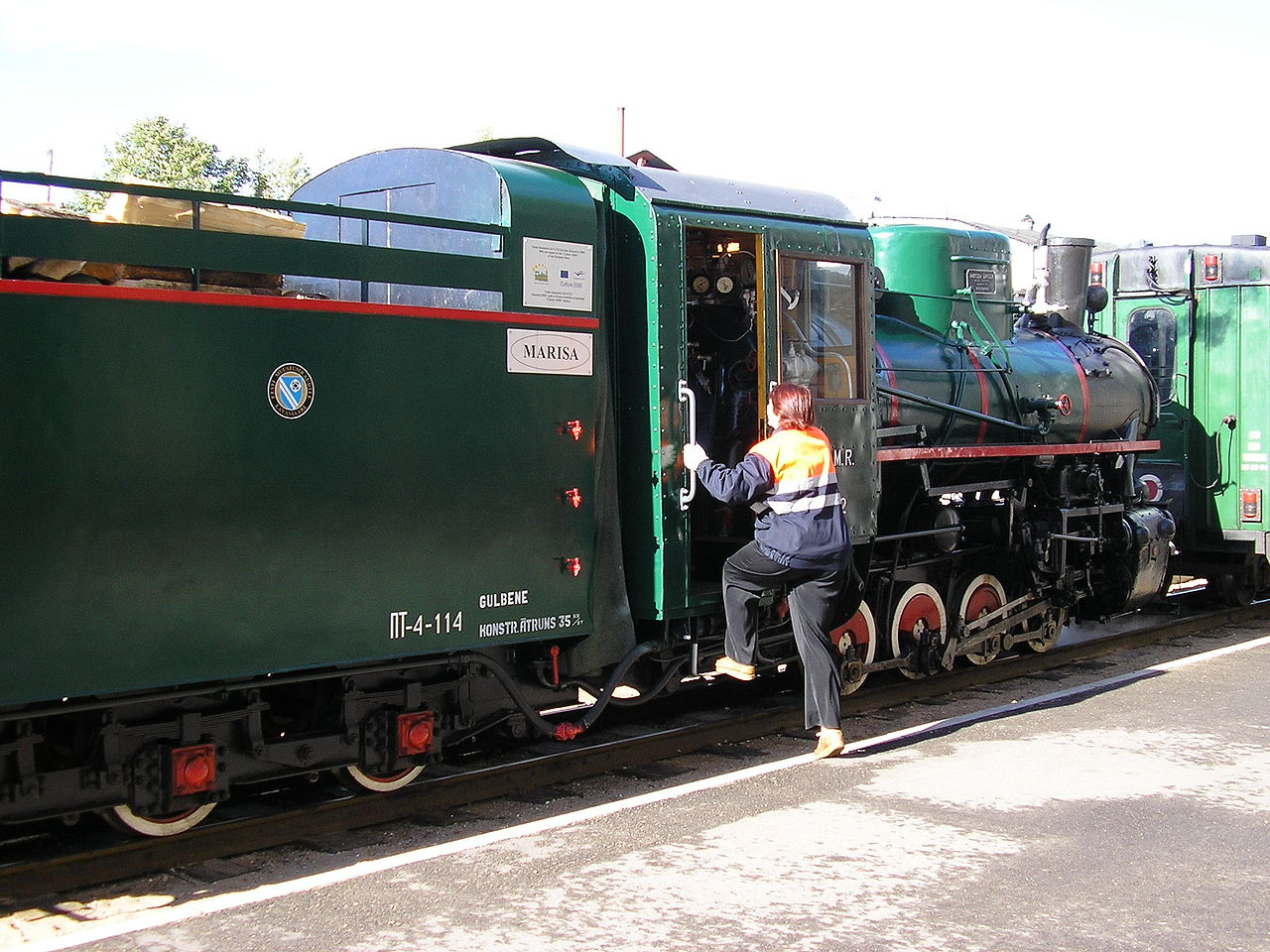
Foto von der Кч4 332 mit dem Tender der ПТ-4.114 in Lavassaare
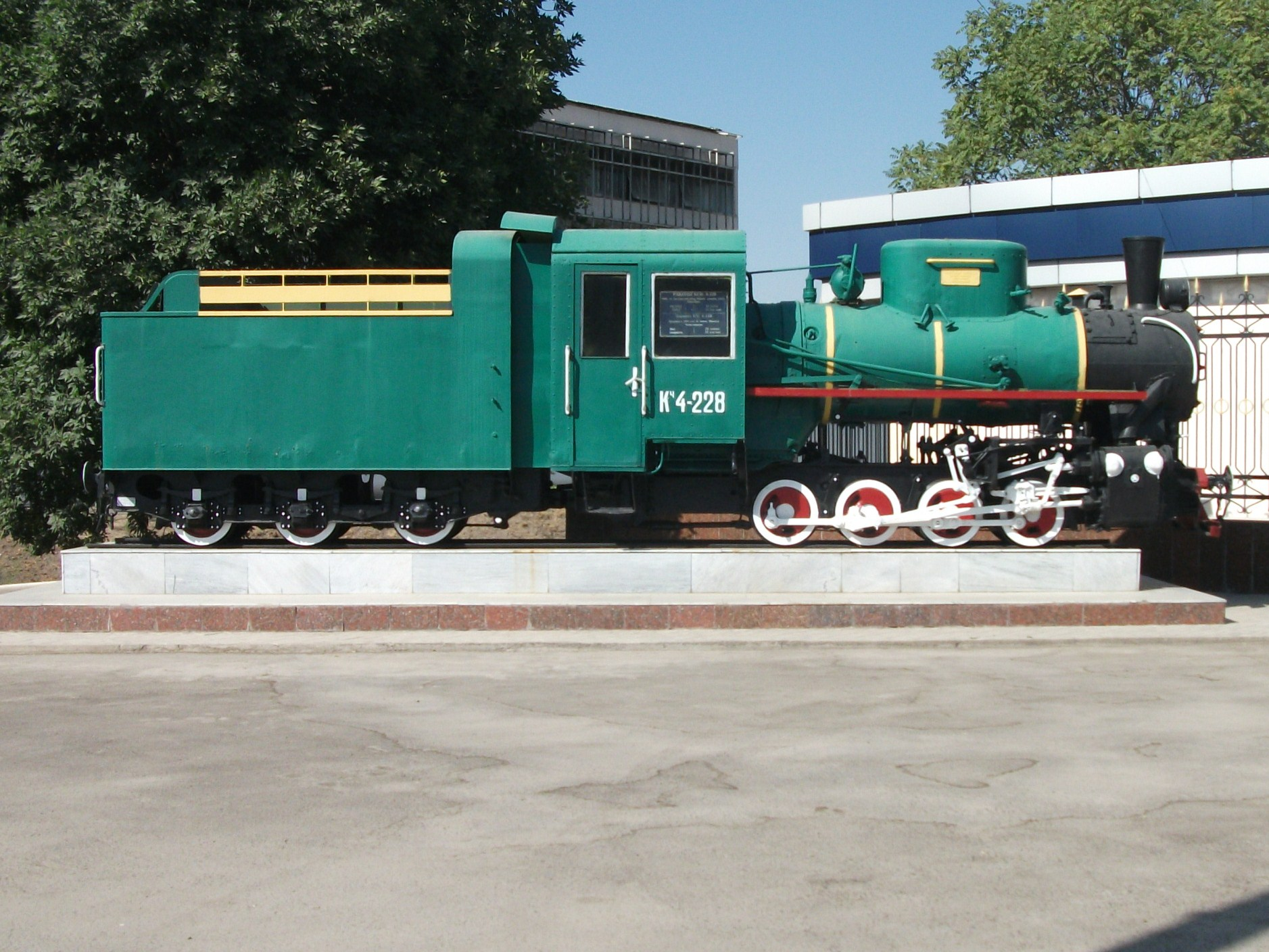
Foto von der Кч4 228 in dem Eisenbahnmuseum in Taschkent